# Владимир Трандафилов
 Тази статия е за актьора.  За литературния критик вижте Владимир Трендафилов.  
Владимир Анастасов Трандафилов е български драматичен актьор и педагог, професор.

## Биография
Роден е на 4 септември 1897 г. в Плевен. Баща му е охридчанинът Анастас Трандафилов - учител и актьор. Негов брат е актьорът Коста Трандафилов.
Докато учи във Варна, участва в Работническия театър към клуба на БРСДП (т.с.). През 1921 г. е актьор в Работническия театър в Перник и във Варненски общински театър. От 1922 г. до края на живота си играе в Народния театър. През 1925 – 1926 г. специализира в Париж. Преподава в Държавното висше театрално училище. През 1938 г. гастролира в ролята на Леонтес в „Зимна приказка“ от Уилям Шекспир в Хърватския национален театър в Загреб.
Член на Българската комунистическа партия (БКП) от 1946 г. Член на Съюза на артистите в България (САБ).
Лектор е в театралната студия в София.
От 1948 г. е хоноруван професор в Държавното висше театрално училище.
През 1959 – 1961 г. е председател на Творческия дом на актьора. Съосновател е на българската рецитаторска школа.
Участвал е в много рецитали.
Умира на 13 януари 1972 г. в София. От 1972 г. неговото име носи Драматичният театър във Видин.

## Памет
На Владимир Трендафилов е наречена улица в София (Карта).

## Награди и отличия
- Народен артист (1955, важи от 1951),
- Орден „Народна република България“ – I степен,
- Герой на социалистическия труд (1966)
- Орден „Георги Димитров“ (1966, 1968)
- Лауреат на Димитровска награда (1950, 1959).[2]

## Театрални роли
Владимир Трандафилов играе множество театрални роли, по-значимите са:
- Едгар – „Крал Лир“ от Уилям Шекспир
- Отело – „Отело“ от Уилям Шекспир
- Хамлет – „Хамлет“ от Уилям Шекспир
- Ернани – „Ернани“ от Виктор Юго
- Иванко – „Иванко“ от Васил Друмев
- Ивайло – „Престолът“ от Иван Вазов
- Владиков – „Хъшове“ от Иван Вазов
- Живко – „Майстори“ от Рачо Стоянов
- Филип II – „Дон Карлос“ от Фридрих Шилер
- Арбенин – „Маскарад“ от Михаил Лермонтов
- Пепеляшки – „Вяра“ от Генов
- Арман – „Дамата с камелиите“

## Филмография
| Година | Филми               | Роля                            |
| ------ | ------------------- | ------------------------------- |
| 1960   | Случаен концерт     | импресариото                    |
| 1956   | Димитровградци      | Данаилов                        |
| 1940   | За родината         | офицерът пред паметната плоча   |
| 1931   | Безкръстни гробове  | Найден                          |
| 1929   | Най-вярната стража  | Косан                           |
| 1929   | Улични божества     | нечестният приятел на работника |
| 1928   | Пътят на безпътните | Николай                         |